# Homerium
| ❮ | System    | Serie      | Stufe        | ≈ Alter (mya) |
| ❮ | später    | später     | später       | jünger        |
| - | --------- | ---------- | ------------ | ------------- |
| ❮ | S i l u r | Pridoli    | Pridolium    | 419,2 ⬍ 423   |
| ❮ | S i l u r | Ludlow     | Ludfordium   | 423 ⬍ 425,6   |
| ❮ | S i l u r | Ludlow     | Gorstium     | 425,6 ⬍ 427,4 |
| ❮ | S i l u r | Wenlock    | Homerium     | 427,4 ⬍ 430,5 |
| ❮ | S i l u r | Wenlock    | Sheinwoodium | 430,5 ⬍ 433,4 |
| ❮ | S i l u r | Llandovery | Telychium    | 433,4 ⬍ 438,5 |
| ❮ | S i l u r | Llandovery | Aeronium     | 438,5 ⬍ 440,8 |
| ❮ | S i l u r | Llandovery | Rhuddanium   | 440,8 ⬍ 443,4 |
| ❮ | früher    | früher     | früher       | älter         |

Das Homerium in der Erdgeschichte ist die obere chronostratigraphische Stufe der Wenlock-Serie des Silur. Die Stufe reicht geochronologisch von etwa 430,5 bis etwa 427,4 Millionen Jahren. Auf das Homerium folgt das Gorstium, der Stufe geht das Sheinwoodium voran.

## Namensgebung und Geschichte
Die Stufe ist nach Homer (Shropshire) in Shropshire (England) benannt. Der Name wurde von einer Gruppe englischer Geologen (Bassett et al.) im Jahre 1975 vorgeschlagen.

## Definition und GSSP
Die Basis der Stufe ist Erstauftreten der Graptolithen-Art Cyrtograptus lundgreni. Die Obergrenze liegt nahe der Basis der Neodiversograptus nilssoni-Graptolithenzone und etwas unterhalb der Basis der lokalen Leptobrachion longhopense-Acritarchenzone. Als offizielles Referenzprofil (GSSP = „Global Stratotype Section and Point“) für das Homerium wurde ein Bachprofil im Whitwell-Wäldchen, 500 m nördlich von Homer festgelegt.

## Untergliederung
Das Homerium wird in zwei Conodonten-Zonen und vier Graptolithen-Zonen untergliedert, wobei allerdings die Obergrenze wahrscheinlich nicht exakt mit der Obergrenze der Colonograptus ludensis-Zone übereinstimmt.
Conodonten:
- Ozarkodina bohemica-Zone
- Ozarkodina sagitata sagittata-Zone

Graptolithen:
- Colonograptus ludensis-Zone
- Colonograptus deubeli/Colonograptus praedeubeli-Zone
- Pristograptus parvus/Gothograptus nassa-Zone
- Cyrtograptus lundgreni-Zone